# Phaonia tiefii
Phaonia tiefii este o specie de muște din genul Phaonia, familia Muscidae. A fost descrisă pentru prima dată de Johann Andreas Schnabl în anul 1888. Conform Catalogue of Life specia Phaonia tiefii nu are subspecii cunoscute.